# فرد ستوري
فرد ستوري هو لاعب كرلنغ كندي، ولد في 3 مارس 1932 في إمبرس في كندا.